# 科斯梅什蒂鄉 (特列奧爾曼縣)
44°18′N 25°23′E / 44.300°N 25.383°E
科斯梅什蒂鄉（羅馬尼亞語：Comuna Cosmești, Teleorman），是羅馬尼亞的鄉份，位於該國南部，由特列奧爾曼縣負責管轄，面積52平方公里，海拔高度114米，2007年人口2,758，人口密度每平方公里53人。